# A köpönyeg (animációs film)
A köpönyeg (oroszul: Шине́ль) egy befejezetlen animációs nagyjátékfilm, amely 1981 óta Jurij Norstein orosz rendező és animátor fő projektje. Nyikolaj Vasziljevics Gogol 1842-es novellája, "A köpönyeg" alapján készül.
2004-re a filmből körülbelül 25 perc készült el. A befejezetlen filmet Norstein munkáiból számos kiállításon mutatták be nyilvánosan és világszerte. Klipjei bekerültek néhány orosz animációról és kultúráról szóló dokumentumfilmbe.
2007. március 13-án Norstein kijelentette, hogy a film első 30 percét filmzenével együtt 2007 végéig a mozikban tervezi bemutatni. A film azonban 2024-ben is befejezetlen maradt, és több mint 40 éves gyártási ideje a filmtörténelem leghosszabb ideig készülő animációs filmje.

## Cselekmény
A film Nyikolaj Vasziljevics Gogol novelláján ("A köpönyeg", 1842) alapul. Jurij Norstein azonban azt mondta, hogy: "A nézőt ne az érdekelje, ami részletesen le van írva, hanem azt kell néznie, ami ami hallgatólagos, de nincs kifejezetten megírva. A szünet a párbeszédekben a mozi legelevenebb helye."

## Története
Amikor 1979-ben befejezte a Mesék meséje című filmjét, Norstein úgy döntött, hogy kis csapatának (amelyben ő az animátor és a rendező, felesége, Francheska Yarbusova a művész és barátja, Alekszandr Zsukovszkij az operatőr) a következő főprojektje lesz. A hozzávetőleg 60 perces film Gogol A köpönyeg című novellájának filmadaptációja lesz. Norstein elmondta, hogy személy szerint A köpönyeget ugyanolyan fontos irodalmi műnek tartja, mint a Biblia akármelyik fejezetét. 
1981-re, amikor elkezdődtek a munkálatok a filmen, Norstein 13 éve dolgozott a Szojuzmultfilmnél (a fő szovjet animációs filmstúdió), ahol körülbelül 40 filmen dolgozott, és hatot rendezett. Az előrehaladás lassú volt, sok megszakítással (Norstein becslése szerint csak körülbelül három évnyi munkát végeztek el). Norstein azt mondta, Viktor Tinyaev (Виктор Тиняев) segített neki ebben az időszakban. 1986-ban, amikor a filmből csak 10 perc készült el, Norsteint kirúgták a Szojuzmultfilm stúdióból. Ez annak ellenére volt így, hogy filmjei számos nemzetközi díjat begyűjtöttek, és hogy a Mesék meséjét 1984-ben a nemzetközi kritikusok széles testülete minden idők legjobb animációs filmjének választotta.
Rolan Bykov segítségével Norsteinnek sikerült saját animációs stúdiót felállítania otthonában. Ott ő és csapata tovább dolgozott a filmen. A finanszírozás szórványos volt, különböző forrásokból érkezett, köztük az Orosz Takarékpénztártól (Sberbank) és a TNK olajtársaságtól. Néhány percet a Soros-alap keretében forgattak 1999 előtt. Norstein visszautasított bizonyos forrásokból származó finanszírozást. Például nem volt hajlandó pénzt elfogadni Mihail Svigykoj orosz kulturális minisztertől, mondván: "nem lehet pénzt elvenni azoktól, akik nem törődnek veled". A Nick Park cégtől , az Aardman Animationsnek a segítségét is megtagadta.
A gyártás 1999. november 17-én átmenetileg leállt Alekszandr Zsukovskij (Александр Жуковский) operatőr halálával. A veszteség lesújtó volt Norstein számára. 2001-re a gyártás egy új operatőr, Maksim Granik (Максим Граник), Zsukovszkij tanítványával folytatódott. A gyártás hamarosan ismét leállt, ezúttal három évre. Norstein másfél évig készített egy 3 perces animációs rövidfilmet. Kilenc hónapot töltött a Winter Days ( 2003-ban bemutatott) japán film 2 perces képsorán is.  Norstein azt mondta, hogy ez a képsor annyi munkát igényel, mint egy 10 perces rövidfilm, és a rajta végzett munkája hatással volt A köpönyeg című filmre.
Egy 2004. július 4-i interjúban Norstein elmondta, hogy A köpönyeg című filmből 25 percet elkészítettek. 
A stúdió közel egy évre leállt a filmen, míg Norstein kétkötetes könyve, a Hó a fűben kiadásán dolgozott, amely 2008. augusztus 10-én jelent meg.
2013 márciusában Norstein még a filmen dolgozott — buzgó perfekcionizmusa miatt az "Aranycsiga" becenevet kapta. Bár lehetőséget kínáltak neki, hogy elhagyja Oroszországot, Norstein azonban úgy véli hogy filmjét "a kényelemhez közeli körülmények nélkül" lehetetlen lenne befejezni. 
Egy 2014. februári interjúban Norstein felfedte, hogy a legutóbbi könyvei eladásából és licencszerződéseiből származó nyereséget egy új filmen való munkája támogatására fordította, de nem volt hajlandó megerősíteni, hogy ez a film A köpönyeg-e . 2015 áprilisában Norstein egy interjúban elmondta, hogy ideje nagy részét A köpönyeg elkészítésén tölti.

## Technika
A használt animáció papírkivágásos animációs technikát használ, ami egyfajta stop-motion technika. Norstein egy speciális technikát alkalmaz több üvegtáblával, hogy háromdimenziós megjelenést adjon animációjának. A kamera az üvegtáblák tetején van elhelyezve, lenézve egy sor üveglapra, körülbelül egy méter mélyre. Az egyes üvegtáblák vízszintesen, valamint a kamera felé és attól távolodhatnak (hogy olyan hatást keltsen, mintha egy karakter közelebb vagy távolabb mozogna). Norstein ezt az animációs technikát alkalmazta a korábbi filmjeinél is. Néhány jelenet más megközelítést igényelt, amint az a képen is látható.
Norstein nem hajlandó számítógépet használni munkája során, és azt mondja, hogy: ,,még a számítógépes animációs filmek megtekintése is megbetegíti".
A filmet fekete-fehér filmkamerával forgatják. A fekete-fehér filmeket fejlesztő moszkvai laborok bezárása miatt Norstein csapata jelenleg arra kényszerül, hogy saját maga fejlessze ki a felvevésre alkalmas filmkamerát. 

## Más animációs filmek kimondottan hosszú gyártási történettel
- Az 1964 és 1993 között készülő The Thief and the Cobbler(wd) című filmet sietve fejezték be.
- A király és a madár című francia animációs film két részben (1948–52, 1967–80) készült.

## Fordítás
Ez a szócikk részben vagy egészben  a   The Overcoat (animated film) című angol Wikipédia-szócikk ezen változatának fordításán alapul.  Az eredeti cikk szerkesztőit annak laptörténete sorolja fel. Ez a jelzés csupán a megfogalmazás eredetét és a szerzői jogokat jelzi, nem szolgál a cikkben szereplő információk forrásmegjelöléseként.